# Lelio Falconieri
Lelio Falconieri (ur. w 1585 we Florencjii, zm. 14 grudnia 1648 w Viterbo) – włoski kardynał.

## Życiorys
Urodził się w 1585 roku we Florencji, jako syn Paola Falconieriego i Maddaleny degli Albizzi. Studiował na Uniwersytecie w Perugii, gdzie uzyskał doktorat z prawa. Następnie został referendarzem Trybunału Obojga Sygnatur i relatorem Świętej Konsulty. 4 grudnia 1633 został wybrany tytularnym arcybiskupem Teb, a sześć dni później przyjął sakrę. W latach 1635–1637 był nuncjuszem we Flandrii. 13 lipca 1643 roku został kreowany kardynałem prezbiteren i otrzymał kościół tytularny Santa Maria del Popolo. Został mianowany legatem w Bolonii, ale poważnie zachorował we Florencji i powrócił do Rzymu. Zmarł 14 grudnia 1648 roku w Viterbo.